# Alpenblitz
Alpenblitz ist die Bezeichnung eines Stahlachterbahnmodells des Herstellers Schwarzkopf GmbH, welches erstmals 1975 ausgeliefert wurde, aber aufgrund von technischen Problemen schon ein Jahr später durch das überarbeitete Modell Alpenblitz II ersetzt wurde. Vom ursprünglichen Modell gab es nur eine Auslieferung. Alpen Blitz in Queens Land (Indien) ist die letzte noch in Betrieb befindliche Achterbahn des Modells.
Die 210 m lange Strecke erstreckt sich über eine Grundfläche von 40,5 m × 24,5 m und erreicht eine Höhe von 5 m. Der Zug wird elektrisch durch ein ziehendes und ein schiebendes Aggregat angetrieben. Maximal 1200 Personen pro Stunde können somit mit Alpenblitz fahren. Die gesamte Anlage hat ein Gewicht von rund 76 t und hat einen Anschlusswert von 180 kW (zuzüglich ca. 80 kW für Beleuchtung).

## Standorte
| Achterbahn        | Betreiber                  | Land                   | Eröffnung        | Schließung        |
| ----------------- | -------------------------- | ---------------------- | ---------------- | ----------------- |
| Alpen Blitz       | Parque de la Ciudad        | Argentinien            | April 1983       | 10. November 2003 |
| Alpen Blitz       | Playcenter São Paulo       | Brasilien              | Oktober 1989     | 1996              |
| Alpen Blitz       | Queens Land                | Indien                 | 2007 oder früher |                   |
| Alpen Blitz       | Six Flags Great Adventure  | Vereinigte Staaten     | 1976             | 1978              |
| Alpenblitz        | Bobbejaanland              | Belgien                | 1979             | 1981              |
| Alpenblitz        | Gorki-Park                 | Russland               | unbekannt        | 2007 oder früher  |
| Alpenblitz        | Traumlandpark              | Deutschland            | 1986             | 1986              |
| Grand-Canyon-Bahn | Phantasialand              | Deutschland            | 1978             | 1. Mai 2001       |
| Runaway Train     | Ocean Beach Amusement Park | Vereinigtes Königreich | unbekannt        | 2006              |